# Нідерланди на зимових Олімпійських іграх 2022
Нідерланди на зимових Олімпійських іграх 2022 року були представлені сорока двома спортсменами у семи видах спорту. Ця кількість є рекордною, оскільки на іграх 2018 року збірна складалася з 31 спортсмена, а у 2014 році — 39.

## Перед іграми
Король Віллем-Олександр не буде брати участь у зимових Олімпійських іграх у Пекіні через коронавірусну кризу. Цю позицію перед нідерландськими депутатами оголосив чинний на той час міністр закордонних справ Бен Кнапен.
Сполучені Штати Америки оголосили про дипломатичний бойкот зимових Олімпійських ігор 2022 року в Китаї. До них також приєдналися Канада, Австралія, Велика Британія. Кожна з цих країн назвала причиною бойкоту порушення прав людини в Китаї, вказуючи на «геноцид й нехтуванні правами уйгурського народу та інших етнічних і релігійних меншин». Нідерланди також оголосили, що, за винятком спортсменів, тренерів та інших членів команд, не відправлять до Китаю офіційних делегатів. Однак, головною причиною такого кроку міністерство закордонних справ Нідерландів назвало: «заходи щодо COVID-19, які діють у Китаї, через які будуть лише обмежені можливості для (…) двосторонніх контактів із країною перебування, де могла б бути змістовно обговорена велика стурбованість Нідерландів навколо ситуації з правами людини».
Національний Олімпійський комітет Нідерландів та Нідерландська спортивна федерація (NOC*NSF) надала термінову пораду своїй олімпійській команді, попереджаючи, що Китай може здійснювати спостереження за електронними пристроями. Нідерландським спортсменам та персоналу заплановано надати телефони та ноутбуки, які будуть знищені, коли вони повернуться додому. Організація NOC*NSF сподівається, що цей крок дозволить запобігти можливому втручанню китайських спецслужб. У Китаї діє програма масового спостереження, де його громадяни постійно контролюються урядом. Останній вже давно піддається звинуваченню у проведенні прихованого спостереження за некитайськими жителями, коли вони в'їжджають до країни. Наприкінці минулого року австралійські експерти з безпеки попередили, що спортсмени, які вирушають до Пекіна, повинні знати про китайське шпигунство.

## Скандали

### Скандал «Ганнсен проти NSkiV»
27-річна Ізабель Ганссен (нід. Isabelle Hanssen) лижниця-фристайл втретє поспіль відповідає міжнародним вимогам для участі в зимових іграх, але не суворішим національним вимогам спортивної організації NOC*NSF. З приводу цього вона звернулася до суду з вимогою допустити її до участі в Зимових іграх у Пекіні. Як пояснив її адвокат Кор Геллінгман (нід. Cor Hellingman) Ізабель висуває позовні вимоги до Нідерландської лижної асоціації (NSkiV), яка відмовилася включити її кандидатом для участі в Зимових олімпійських іграх 2022 року. За правилами Міжнародного олімпійського комітету (МОК) вона має право на кваліфікацію, але NOC*NSF, вимоги якої суворіші, вважає, що вона не має права бути включеною до олімпійської збірної Нідерландів.
У п'ятницю 21 січня 2022 року в суді міста Утрехт відбулося спрощене провадження з цієї справи. Ганссен наголошувала, що стала жертвою несправедливості, адже гірськолижник Маартен Мейнерс та сноубордистка Мішель Деккер були представлені Нідерландською лижною асоціацією (NSkiV) та затвердженні NOC*NSF. Разом з тим, NOC*NSF офіційно оголосила, що зазначені спортсмени не відповідають суворим вимогам, але вони були включені до збірної команди та останніми отримали кваліфікацію. Таким чином для них було зроблено виключення, яке відмовилися зробити для Ганссен. В суді Ізабель наголошувала, що «найбільше її мучить нерівність у цьому процесі», а також, що вона «хоче, щоб до неї ставилися однаково, як і до інших». Разом з тим вона погоджувалася, що її продуктивності недостатньо, але якщо для Мейнерса зроблено виняток, то для неї повинні зробити також.
Суддя заслухавши всі сторони процесу дійшов висновку, що «відсутні жодні обґрунтовані причини для втручання в рішення NSkiV щодо відмови висування Ганссен до кваліфікації NOC*NSF». У клопотанні позивачу було відмовлено. Під час судового розгляду представник NOC*NSF наголошував, що спортсмени Мейнерс, Деккер та бобслеїст Іво де Брюйн дійсно не відповідали суворим вимогам. Однак, під час підготовки повноцінно продемонструвати свої вміння їм завадив коронавірус. Таким чином спортивні асоціації, які подали їх кандидатури до NOC*NSF діяли на законних підставах. NSkiV та NOC*NSF дотримуються практики, згідно з якою олімпійський спортсмен повинен належати до п'ятдесяти відсотків найкращих учасників, щоб отримати кваліфікацію. Крім того, в асоціації наголошують, що Ганссен, яка виступає в хаф-пайпі, порівнюють не з гірськолижниками, а зі спортсменами, які змагаються в інших частинах фристайлу. Попри судове рішення Ганссен залишилася задоволеною, бо, за її словами, її почули й це перший раз, коли вона відчула, що NSkiV стали відноситися до неї серйозно.

### Сандер ван Гінкель та чилери для криги
Чемпіон Швеції Нільс ван дер Пул розкритикував команду ковзанярів збірної Нідерландів за спробу маніпулювати станом криги на арені для виступів. Після забігу на 5000 метрів, де він здобув золоту медаль, Нільс виступив із заявою про втручання Сандера ван Гінкеля в процес кригоутворення, назвавши це «найбільшим скандалом у нашому спорті». Сандер ван Генкель, що є голландським вченим, який спеціалізується на дослідженні властивостей криги, насправді прибув до Китаю. Напередодні забігу на 5000 метрів він перебував на кризі національного ковзанярського стадіону, де згодом мали відбутися змагання. Він проводив власні дослідження стану криги, піддаючи її нагріву та роблячи заміри кожні тридцять секунд упродовж двадцяти хвилин. Ван Генкель шукав підтвердження власним спостереженням згідно з якими результативність спортсменів покращується, якщо температура значно опускається, роблячи таким чином лід більш «важким». Якщо ж температура навіть злегка вища — крига перетворюється на «м'яку», що ускладнює рух ковзанярів. Під час олімпійських ігор за належний стан крижаного покриття відповідає канадець — Марк Мессер. Після коментарів ван дер Пула значна кількість засобів масової інформації значно розвинула цю ситуацію, яка згодом перетворилася на міжнародний скандал.